# Cerobates
Cerobates – rodzaj chrząszcza z rodziny Brentidae. Należą tu dwa podrodzaje, nominatywny i Ionthocerus Lacordaire, 1865. Gatunkiem typowym jest Cerobates tristriatus.

## Lista gatunków
- Cerobates aemulus Kleine, 1922
- Cerobates andamanicus Senna, 1896
- Cerobates angustipennis Senna, 1895
- Cerobates asiaticus (Kleine, 1920)
- Cerobates bicolor (Heller, 1916)
- Cerobates birmanicus Senna, 1894
- Cerobates burgeoni (De Muizon, 1955)
- Cerobates canaliculatus Motschulsky, 1858
- Cerobates carinensis Senna, 1892
- Cerobates cingulatus Kleine, 1939
- Cerobates collectivus Kleine, 1925
- Cerobates complanatus Senna, 1896
- Cerobates conradti (Senna, 1898)
- Cerobates continentalis Mantilleri, 2007
- Cerobates conveniens Kleine, 1924
- Cerobates copiosus Kleine, 1923
- Cerobates corruptus Kleine, 1926
- Cerobates costatus Kleine, 1922
- Cerobates credibilis Kleine, 1926
- Cerobates crematus (Lacordaire, 1865)
- Cerobates cruentatus Senna, 1898
- Cerobates curtus Damoiseau, 1967
- Cerobates dalmoni Mantilleri, 2002
- Cerobates debilis J. Thomson, 1858
- Cerobates decorsei (De Muizon, 1955)
- Cerobates dilutus Kleine, 1924
- Cerobates elegans Damoiseau, 1963
- Cerobates endroedyi Damoiseau, 1972
- Cerobates enganoensis Damoiseau, 1962
- Cerobates fleutiauxi De Muizon, 1955
- Cerobates formosanus Schönfeldt, 1911
- Cerobates fossulatus Motschulsky, 1858
- Cerobates foveolatus (Senna, 1893)
- Cerobates gressitti Mantilleri, 2008
- Cerobates grouvellei Senna, 1893
- Cerobates hybridus Senna, 1898
- Cerobates kalabakanus Mantilleri, 2008
- Cerobates laevipennis Senna, 1896
- Cerobates laevithorax Damoiseau, 1987
- Cerobates lao Mantilleri, 2007
- Cerobates laticostatis (Kleine, 1920)
- Cerobates longicerus Mantilleri, 2005
- Cerobates maai Damoiseau, 1987
- Cerobates matanganus Damoiseau, 1987
- Cerobates mentaweicus (Senna, 1898)
- Cerobates mimus (Senna, 1898)
- Cerobates modiglianii (Senna, 1898)
- Cerobates nigripes (Lewis, 1883)
- Cerobates nigrothorax Damoiseau, 1987
- Cerobates ophthalmicus (Pascoe, 1872)
- Cerobates papuensis Macleay, 1887
- Cerobates pasteuri (Senna, 1898)
- Cerobates perrinae Mantilleri, 2009
- Cerobates philippinensis Mantilleri, 2006
- Cerobates pidigala Damoiseau, 1963
- Cerobates planicollis Morimoto, 1976
- Cerobates puerilis Kleine, 1936
- Cerobates punctulatus Senna, 1898
- Cerobates sennae Calabresi, 1920
- Cerobates sexsulcatus Motschulsky, 1858
- Cerobates siamensis Mantilleri, 2008
- Cerobates sondaicus (Senna, 1893)
- Cerobates sulcatus Boheman, 1840
- Cerobates sumatranus Senna, 1893
- Cerobates tristriatus (Lund, 1800)
- Cerobates turgidulus Damoiseau, 1987
- Cerobates usambaricus Senna, 1896
- Cerobates vitiensis Fairmaire, 1881
- Cerobates zanzibaricus (Senna, 1898)
- Cerobates zazae Mantilleri, 2005
- Cerobates zazoides Mantilleri, 2008
- Cerobates zulu Sforzi, 2005

## Występowanie
Zasięg występowania rodzaju obejmuje Afrykę Tropikalną, Chiny, Japonię, Tajwan, Borneo, Indie z Andamanami, Indonezję, Kambodżę, Laos, Malezję, Birmę, Filipiny, Sri Lankę, Tajlandię, Wietnam, Australia, Fidżi, Nową Gwineę, Wyspy Salomona.